# Jan Szpakowski
Jan Szpakowski (ur. 20 maja 1924 w Pińsku, zm. 28 października 1946) – uczestnik II wojny światowej, funkcjonariusz Milicji Obywatelskiej, kawaler Krzyża Walecznych.
Urodził się 20 maja 1924 roku w Pińsku w rodzinie robotniczej. Po wybuchu wojny, przebywając w terytorium ZSRR w 1943 roku wstąpił w szeregi armii polskiej organizowanej przez gen. Zygmunta Berlinga. Jako żołnierz 1 Dywizja Piechoty im. Tadeusza Kościuszki przeszedł szlak bojowy od Lenino do Berlina. Był trzykrotnie ranny - pod Lenino, pod Warszawą, pod Kołobrzegiem, a za bohaterstwo w walce został odznaczony Krzyżem Walecznych. 

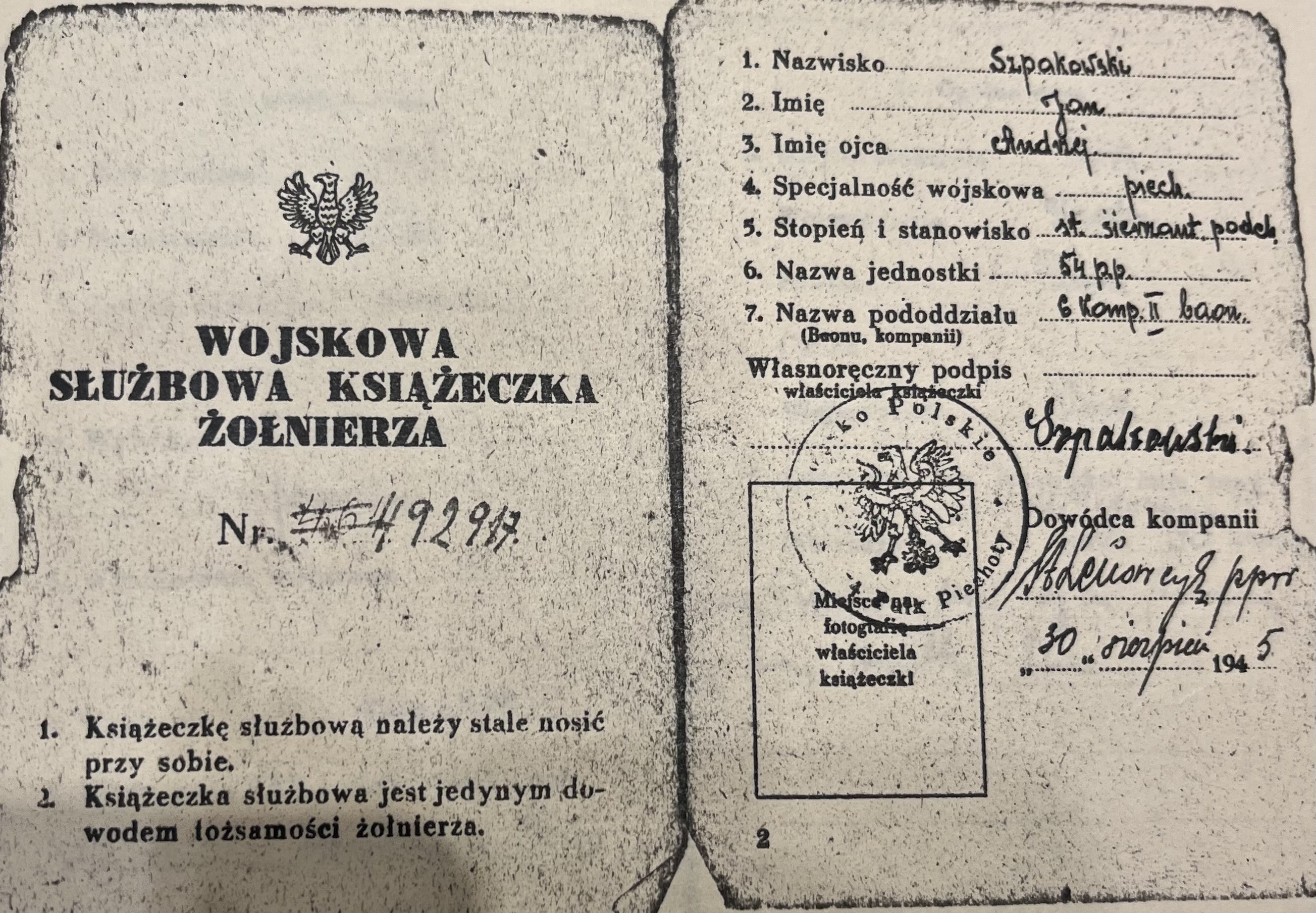
Książeczka wojskowa

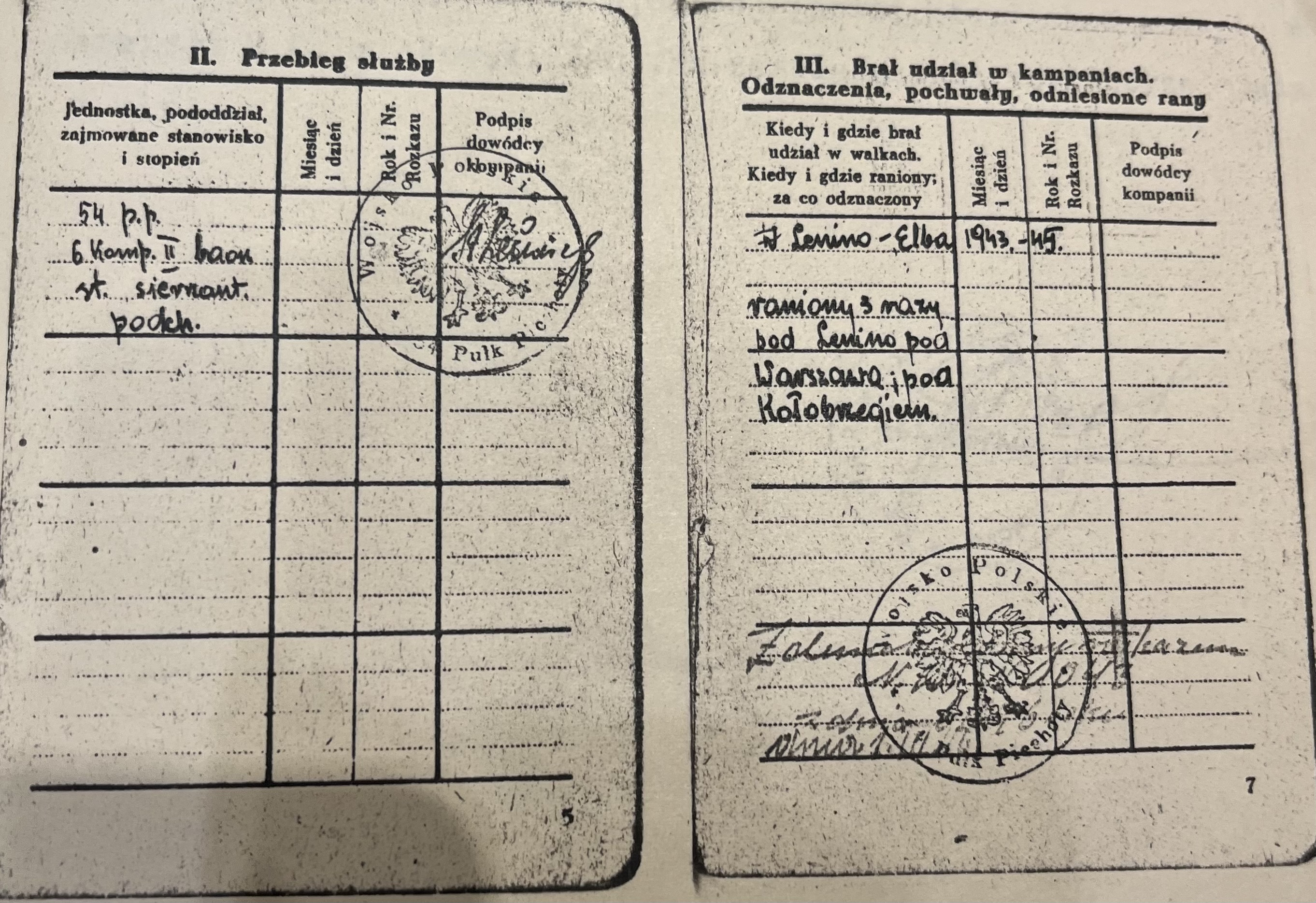
Książeczka wojskowa str 5-6

Po zakończeniu wojny rozpoczął pracę w Milicji Obywatelskiej.

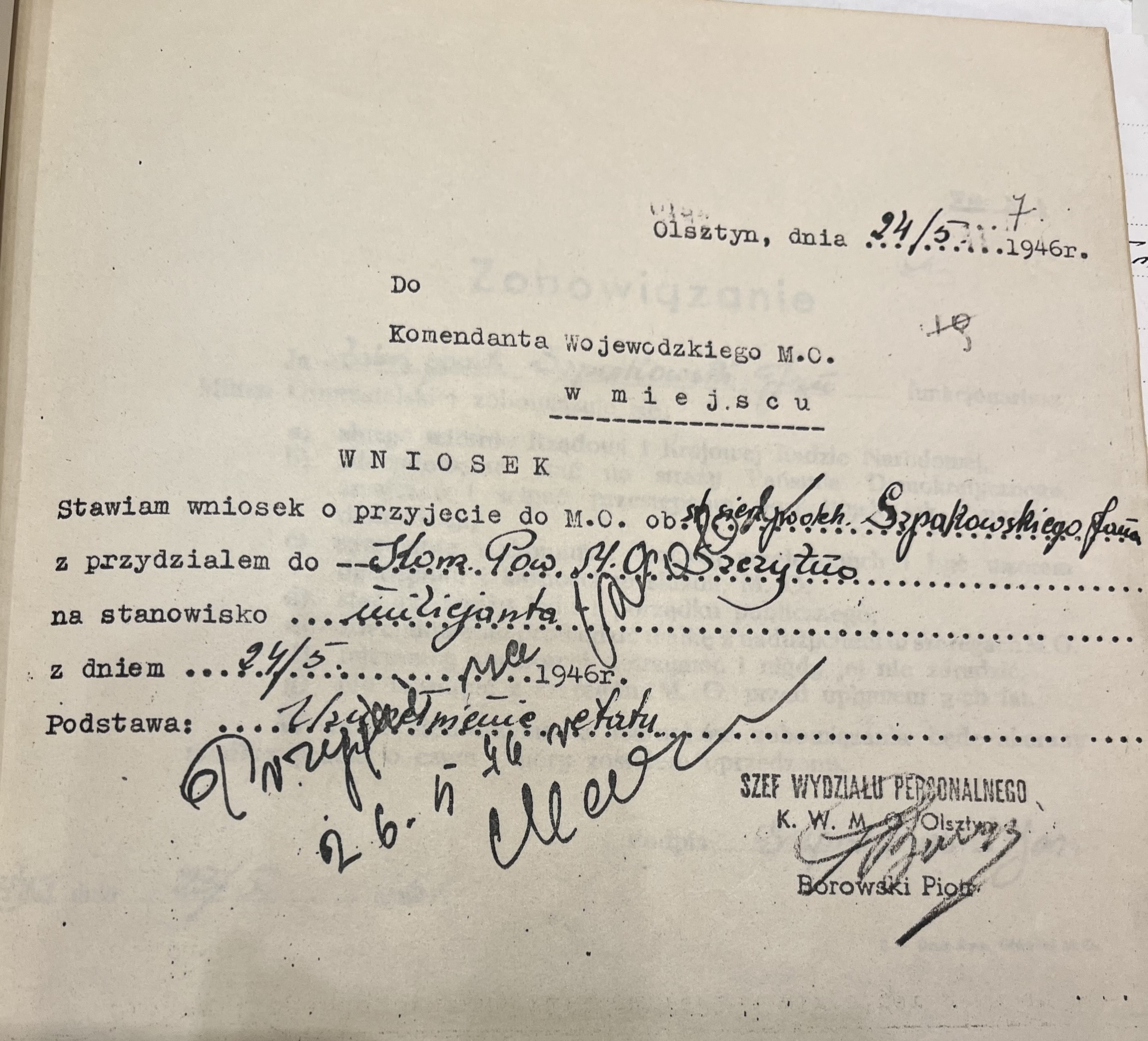
Wniosek o przyjęcie do służby.

Od 25 maja 1946 roku pełnił służbę w MO w stopniu starszego sierżanta na terenie powiatu Szczytno. Był też członkiem Polskiej Partii Robotniczej. Zginął 28 października 1946 roku podczas walk z 5 Wileńskiej Brygada Armii Krajowej. Opis potyczki pod Piduniem, w której zginął: https://kurekmazurski.pl/lufa-2009102744657/

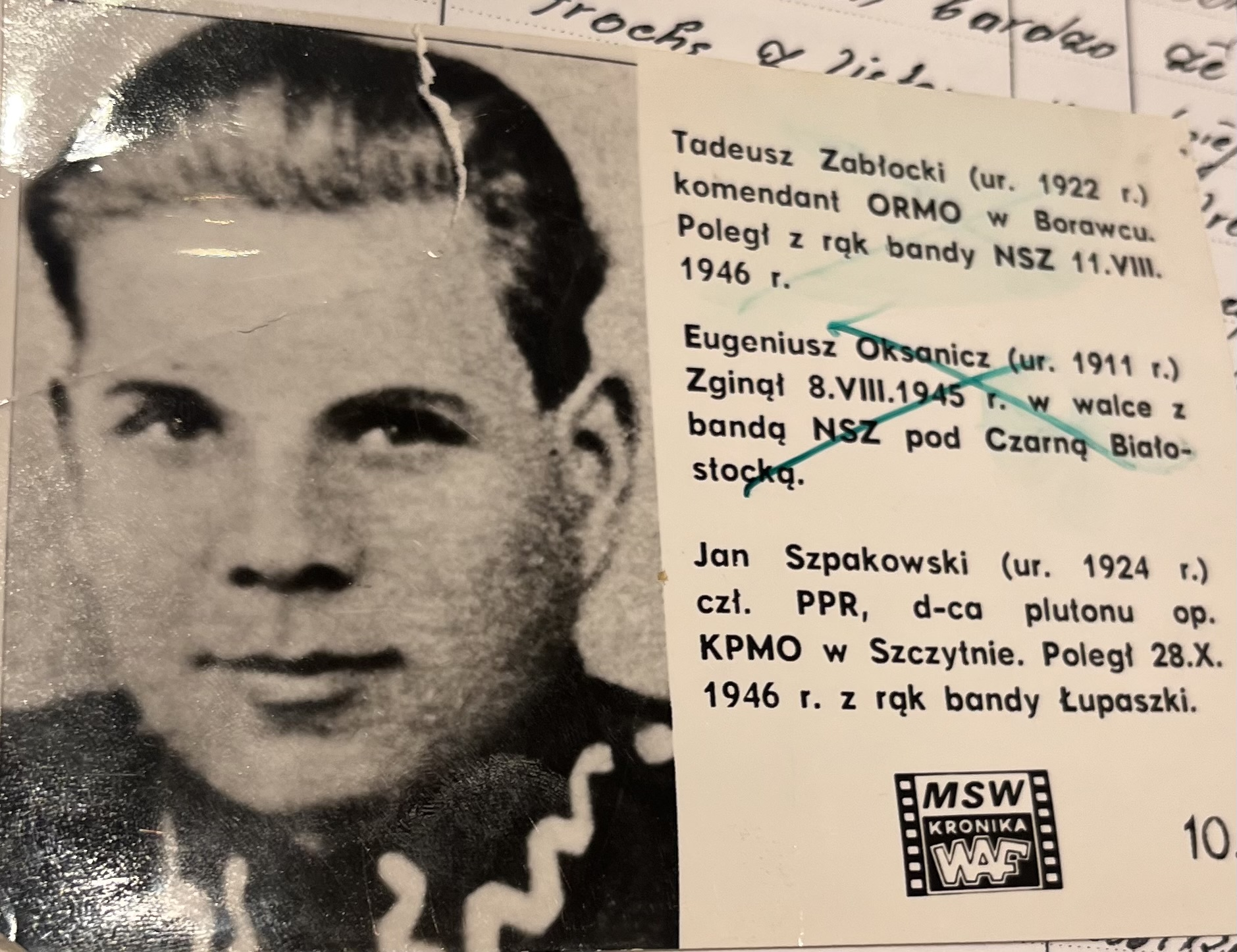
Zdjęcie z fotogramu

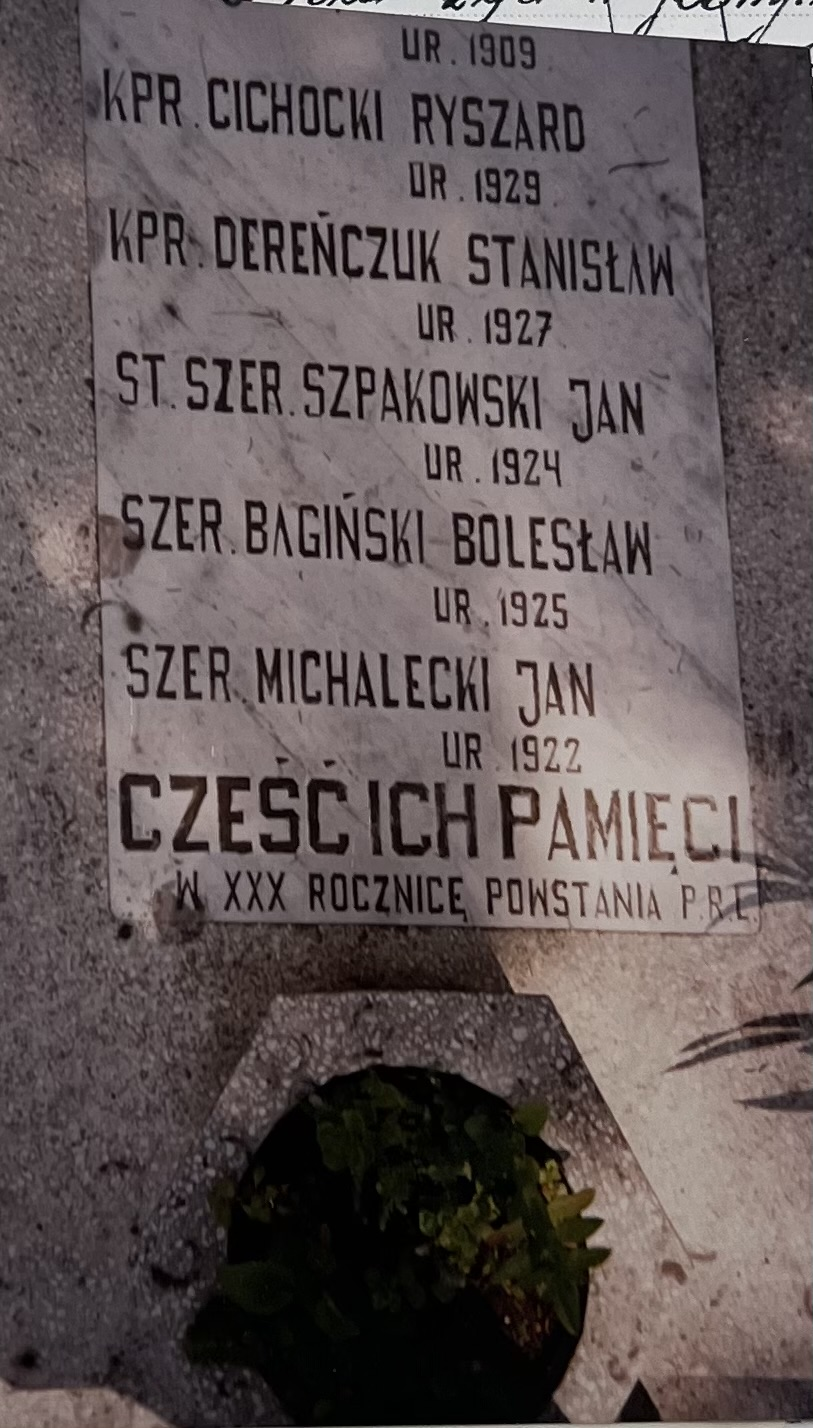
Płyta z pomnika w miejscu w którym zorganizowana została zasadzka.